# Agnes Mowinckel
Agnes Mowinckel (Bergen, 25 agosto 1875 – Oslo, 1º aprile 1963) è stata un'attrice e regista teatrale norvegese.

## Carriera
La sua prima produzione teatrale fu un adattamento dell'opera teatrale di Frank Wedekind Risveglio di primavera all'Intimteatret nel 1922; in seguito lavorò come regista teatrale per il Det Norske Teatret di Oslo. Dal 1927 al 1928 diresse il teatro d'avanguardia Balkongen a Oslo. Nel 1929 mise in scena la prima produzione al Det Nye Teater. Durante gli anni '30 diresse una serie di spettacoli al Nationaltheatret e al Det Norske Teatret. Dopo la seconda guerra mondiale, quando aveva settant'anni, fu coinvolta nella fondazione dello Studioteatret e del Folketeatret; produsse opere teatrali per il Trøndelag Teater di Trondheim e numerose opere teatrali per il Nationaltheatret.

## Filmografia
- Proletargeniet, regia di Gunnar Helsengreen (1914) - cortometraggio
- Farende folk, regia di Amund Rydland (1922)